# Rolf Peterson
Rolf Peterson (n. 11 mai 1944, Halmstad, Hallands län, Suedia) este un caiacist ce a reprezentat Suedia, medaliat olimpic. A participat la 3 ediții ale Jocurilor Olimpice (1964, 1968, 1972) în care a câștigat o medalie de aur și o medalie de argint.